# 日本家庭薬協会
日本家庭薬協会（にほんかていやくきょうかい、英: Home Medicine Association of Japan）は、家庭薬の製造、販売業者によって設立された業界団体である。

## 概要
1966年2月28日に全国家庭薬協議会として設立。2014年6月に協会名称を日本家庭薬協会に変更した。薬局などで直接購入することの出来る、いわゆる一般薬の中で、伝統に育まれた家庭薬といわれる薬を製造、販売している企業の業界団体である。